# Negoneura alboviridis
Negoneura alboviridis är en insektsart som först beskrevs av Dlabola 1994.  Negoneura alboviridis ingår i släktet Negoneura och familjen dvärgstritar.
Artens utbredningsområde är Iran. Inga underarter finns listade i Catalogue of Life.